# Małgorzata Kupisz
Małgorzata Kupisz (ur. 5 września 1974) – polska siatkarka grająca na pozycji rozgrywającej.

## Kluby
- PTPS Nafta-Gaz Piła
- Impel Gwardia Wrocław
- LTS Legionovia Legionowo
- Nike Ostrołęka
- Nike Węgrów

## Sukcesy
- Puchar Polski 2002/2003 (z drużyną PTPS Nafta-Gaz Piła)